# 793
Раннє Середньовіччя. Почалася Епоха вікінгів. У Східній Римській імперії триває правління Костянтина VI при регентстві Ірини Афінської. Карл Великий править Франкським королівством. Північ Італії належить Франкському королівству, Рим і Равенна під управлінням Папи Римського, герцогства на південь від Римської області незалежні, деякі області на півночі та на півдні належать Візантії. Піренейський півострів, окрім Королівства Астурія, займає Кордовський емірат. В Англії триває період гептархії. Центр Аварського каганату лежить у Паннонії. Існують слов'янські держави: Карантанія, як васал Франкського королівства, та Перше Болгарське царство.
Аббасидський халіфат очолює Гарун ар-Рашид. У Китаї править династія Тан. В Індії почалося піднесення імперії Пала. В Японії триває період Хей'ан. Хозарський каганат підпорядкував собі кочові народи на великій степовій території між Азовським морем та Аралом. Територію на північ від Китаю займає Уйгурський каганат.
На території лісостепової України в VIII столітті виділяють пеньківську й корчацьку археологічні культури. У VIII столітті тривало швидке розселення слов'ян. У Північному Причорномор'ї співіснують різні кочові племена, зокрема булгари, хозари, алани, авари, тюрки, угри, кримські готи.

## Події
- 8 червня вікінги захопили і спустошили абатство на острові Ліндісфарн біля узбережжя Нортумбрії. Це перший зареєстрований в літописах напад вікінгів.
- Тривають Саксонські війни. Відбулося останнє повстання фризів в історії Франкського королівства. Повстали сакси. Вони спалюють церкви й убивають священників.
- Король франків та лангобардів Карл Великий готується до війни з аварами. Він будує переправу через Дунай, а також розпочав спорудження каналу між Дунаєм та Рейном. Канал залишився недобудованим.
- Війська Кордовського емірату здійснили похід в Жирону та Септиманію, спустошили околиці Нарбонна й повернулися в Іспанію зі здобиччю.